# NGC 481
NGC 481 (również PGC 4899) – galaktyka eliptyczna (E-S0), znajdująca się w gwiazdozbiorze Wieloryba. Odkrył ją Lewis A. Swift 20 listopada 1886 roku.